# Harmonia conformis
Espèce
Harmonia conformis est une espèce d'insectes prédateurs de la famille des coccinelles.

## Description
Elle possède vingt grosses taches noires dont 18 sur les élytres.
Elle mesure 6 à 7 mm de long.

## Alimentation
Elle se nourrit de pucerons.

## Répartition
Elle est originaire d'Australie.